# Poissy
Poissy /pwasi/ es una población y comuna francesa, situada en la región de Isla de Francia, departamento de Yvelines, en el distrito de Saint-Germain-en-Laye. Es el chef-lieu de los cantones de Poissy-Nord y Poissy-Sud.

## Geografía
Poissy se sitúa a orillas del río Sena, aledaña al bosque de Saint-Germain-en-Laye.

## Historia
Poissy cuenta con una larga historia. Centro de la región de Pincerais bajo los Merovingios, se convierte posteriormente en una de las ciudades reales más antiguas de Isla de Francia, lugar de nacimiento de los reyes Luis IX y Felipe III, antes de ser suplantada a partir del siglo XV por el vecino Saint-Germain-en-Laye. También fue un centro religioso importante hasta la Revolución, dada la existencia de un convento de dominicos, capuchinos y ursulinas.
En el siglo XX se convierte en uno de los polos industriales de Yvelines dada la instalación de fábricas de las marcas Grégoire, Matford, Ford France, Simca, Chrysler, Talbot y PSA Peugeot Citroën. El nombre de este pueblo se utiliza para nombrar un motor icónica Simca-Talbot, el "motor Poissy". Hoy en día Poissy es la sexta ciudad más poblada de Yvelines.

## Transporte
Poissy se encuentra cerca del eje París-Ruan, conectada por vía férrea y por carretera. Las conexiones en cercanías con París son múltiples (RER A).

## Hospital
- Centre hospitalier intercommunal de Poissy-Saint-Germain-en-Laye

## Lugares y monumentos
- El principal monumento histórico es la colegiata de Notre-Dame. Es un edificio románico que se remonta al siglo XI (restos en la torre de entrada), si bien fue remodelado en el siglo XII y durante la Baja Edad Media. Fue restaurada en el siglo XIX por Auguste Goy y por Viollet-le-Duc.
- El antiguo puente se remonta al siglo XII, si bien fue reconstruido diversas veces, hasta su destrucción final en 1944. Hoy en día subsisten algunas arcadas.
- Entrada al priorato, único resto de la rica abadía dominica fundada por Felipe IV en el siglo XIII.
- "Pavillon de l'Octroi", edificio neoclásico situado en el emplazamiento de la antigua puerta de París.
- Villa Savoye, edificio de Le Corbusier construido entre 1928 y 1931.

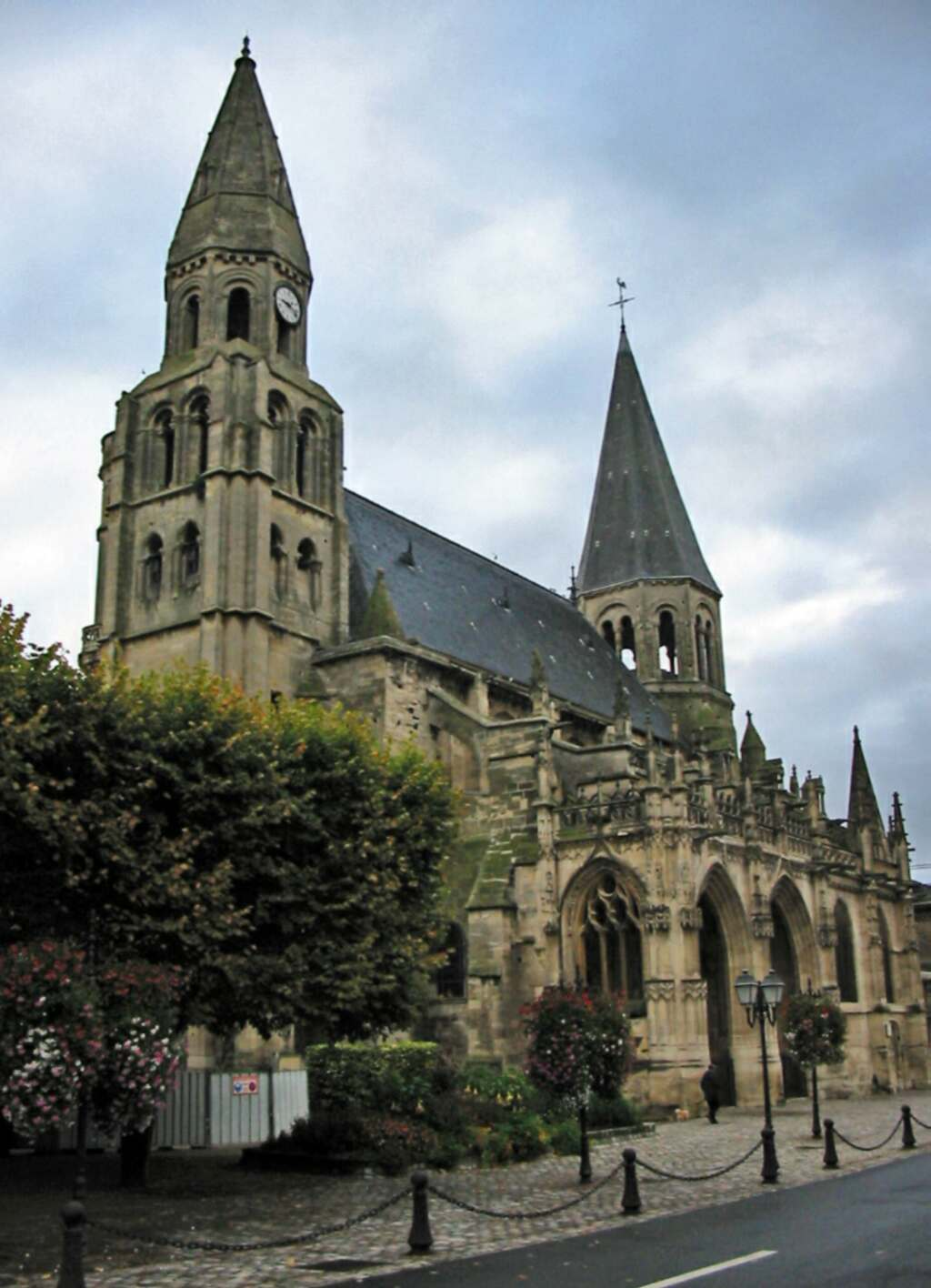
Colegiata
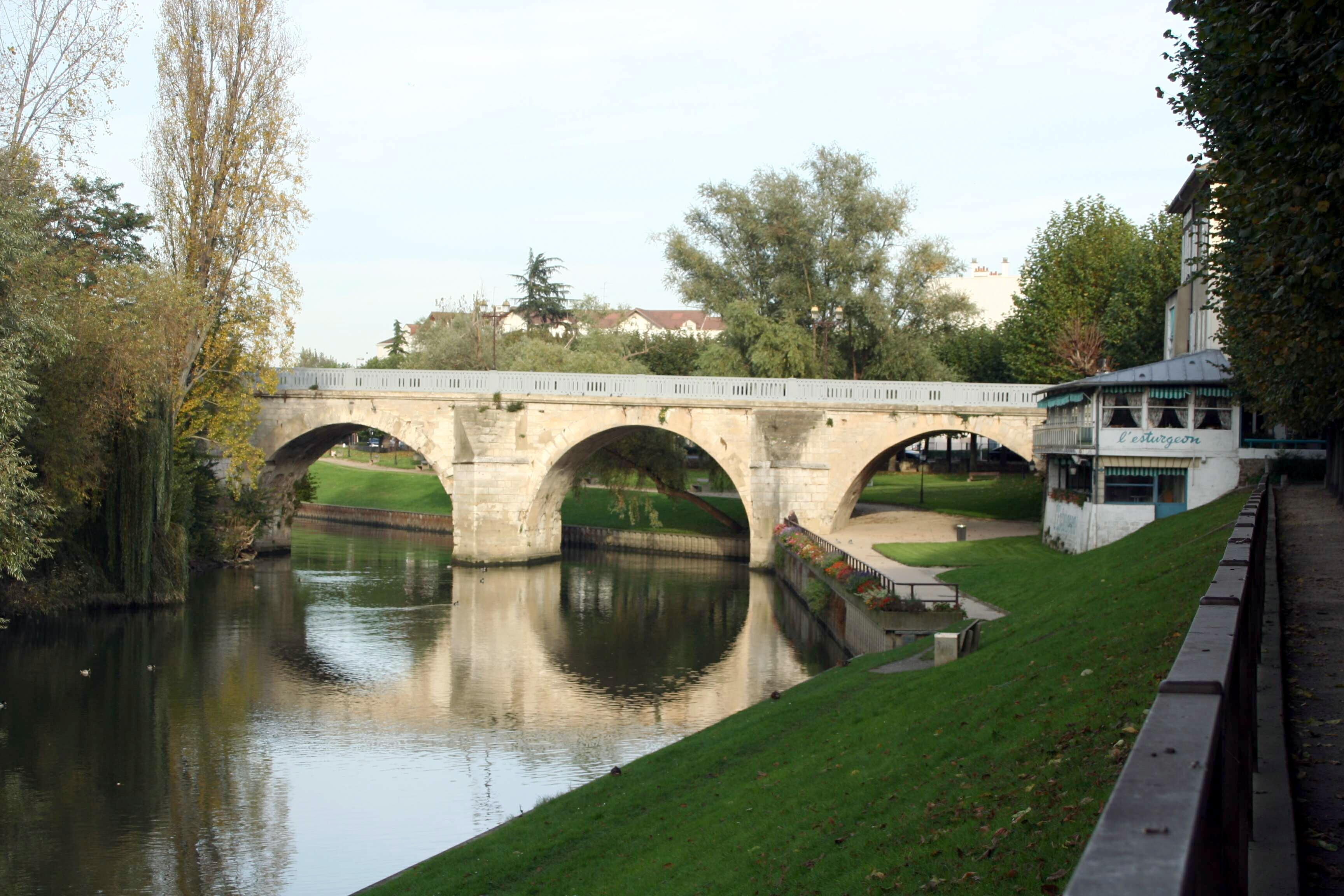
Antiguo puente

## Demografía
| 2 807 | 2 437 | 2 500 | 2 643 | 3 925 | 2 880 | 4 261 | 4 300 | 4 951 | 5 101 | 4 973 | 5 047 | 5 063 | 5 600 | 6 403 | 6 432 | 6 981 | 7 406 | 7 959 | 8 709 | 10 135 | 11 298 | 12 386 | 12 502 | 13 375 | 15 046 | 28 548 | 33 613 | 37 497 | 36 389 | 36 745 | 35 841 | 37 109 |
| Para los censos de 1962 a 1999 la población legal corresponde a la población sin duplicidades (Fuente: INSEE [Consultar]) |       |       |       |       |       |       |       |       |       |       |       |       |       |       |       |       |       |       |       |        |        |        |        |        |        |        |        |        |        |        |        |        |